# Склонение (лингвистика)
Склоне́ние (от лат. declinatio, «отклонение» от основной формы слова) — словоизменение именных частей речи (существительных, прилагательных, числительных, местоимений). Обычно под термином «склонение» подразумевается словоизменение по грамматическим категориям числа, рода и падежа.
Слово «склонение» употребляется также в значении «определённый тип парадигмы склонения». Говорят о типах склонения отдельных частей речи (например, в русском языке выделяют субстантивное — склонение существительных, адъективное — склонение прилагательных и местоименное склонения) и отдельных групп слов в пределах одной части речи. Так, традиционно в русском субстантивном склонении выделяются I (голова — головы́), II (стол — стола) и III (тетрадь — тетради) типы склонения, а также особые случаи: несклоняемые слова (у которых совпадают все формы в обоих числах: метро, кенгуру, беж и т. п.), несколько слов с -ен- в косвенных падежах (время — времени), два слова с -ер- в косвенных падежах (мать — матери, дочь — дочери), особое склонение Христос — Христа и т. п. Предлагались и другие, более экономные способы классификации русских словоизменительных парадигм — так, А. А. Зализняк объединяет традиционные I и II склонения в «I субстантивный тип склонения» с окончаниями, различающимися в зависимости от морфологического рода. В классификации Зализняка особых случаев нет.
В латышском языке шесть типов склонения, в армянском языке — семь, в украинском — четыре. В большинстве агглютинативных и плановых языков один тип склонения.

## Склонение имён существительных в русском языке
Все существительные можно разделить на семь групп, у которых будут одинаковые окончания (формы) при склонении по падежам и числам, то есть существует семь типов склонения существительных
- I склонение — имена существительные женского, мужского рода, имеющие в именительном падеже единственного числа окончание -а (-я) (страна, земля, армия, голова, дядя, юноша, Петя, плакса, соня, задира).

- II склонение — имена существительные мужского рода с нулевым окончанием или окончанием -о (-е) и имена существительные среднего рода с окончанием -о (-е) в именительном падеже единственного числа (дом, конь, музей, домишко, сараишко, окно, море, ущелье, подмастерье).

- III склонение — имена существительные женского рода с окончанием -ь в именительном падеже единственного числа с основой на мягкий знак (тетрадь, дверь, ночь, мать, дочь).

- Существительные, склоняющиеся по адъективному типу (адъективное склонение) — имена существительные, образованные от прилагательных и причастий путём перехода из одной части речи в другую (прохожий, дежурный, ванная, мороженое).
- Несклоняемые — имена существительные, не имеющие форм склонения, не изменяющиеся по падежам; чаще всего иноязычные (пальто, такси, фламинго, кафе, метро, кенгуру).

- Разносклоняемые существительные. Особенность этих слов состоит в том, что их падежные формы имеют окончания, характерные для различных типов склонения. Например, слово путь образует свои формы по третьему склонению, за исключением творительного падежа единственного числа, где у него будет окончание второго склонения. Кроме существительного путь к этой группе относятся ещё одиннадцать слов среднего рода на -мя (время, бремя, стремя, племя, пламя, знамя, темя, семя, имя, вымя, голомя)[2].

- Несколько существительных, склоняющихся по местоименному типу — имена существительные, образованные от местоимений путём перехода из одной части речи в другую, либо склоняющиеся как местоимения (ничья).

Если учитывать, как перемещается ударение при склонении, можно выделить более 50 парадигм склонения. См. систему склонений А. А. Зализняка.

## Образование склонений в индоевропейских языках
В индоевропейском праязыке падежные окончания были в большинстве случаев одинаковыми для всех имён. Эти окончания присоединялись к основе с помощью одного из соединительных (или тематических) гласных a:, o, i, u или u:. В отдельных случаях соединительного гласного могло и не быть.
Через какое-то время, уже после распада праязыка, в отдельных индоевропейских языках падежные окончания стали сокращаться. Соединительный гласный также мог исчезнуть в одной падежной форме, но сохраниться в другой форме того же слова. Поскольку основа — это то, что от падежа не зависит, то соединительный гласный отошёл к окончанию.
Этот процесс называется переразложением основ; он привёл к тому, что имена, которые до того обладали разными соединительными гласными, стали по-разному склоняться. Так в индоевропейских языках образовались склонения, которых изначально было шесть основных типов: пять в соответствии с пятью соединительными гласными, и одно — для слов, в которых этот гласный отсутствовал (так называемое атематическое склонение).
Например, в латинской грамматике традиционно выделяют пять склонений, но третье существует в двух вариантах: третье гласное и третье согласное. В действительности, третье согласное — это атематическое склонение.

## Атематическое склонение
Слова, принадлежащие к атематическому склонению, давали исключения во многих языках. В отсутствие тематического гласного зачастую подвергалась фонетическим изменениям наличная основа. Ниже приведена классификация древних основ и примеры исключений.
Основы с суффиксом.
- основы на -n (суффиксы -n, -en, -men)

В русском представлены существительными на -мя : время, племя и т. д. Когда-то в именительном падеже *-en превратилось в -я ['а] (через *-ĕn > *-ę > ѧ[ä]>я['а]), но древняя основа с -en обнаруживается в других падежах: знамя — к знамени (а не к знамю).
- основы на -er (термины кровного родства)

В русском языке этот тип дал исключения, аналогичные предыдущему, для двух слов: мать — к матери, дочь — к дочери.
- основы на -es

Усечение в форме единственного числа, например: небо — небеса, чудо — чудеса.
- основы на -ent (праславянский суффикс, означавший детей и детёнышей животных): этот тип дал такие исключения, как котёнок — котята. Хотя в этом случае исключение образовалось не усечением основы, тем не менее, и здесь возникла аномалия.

Корневые основы (без суффикса) дали многочисленные исключения в образовании множественного числа. Например, в английском man (человек) — men (люди), mouse (мышь) — mice (мыши) и т. д. В русском языке дитя — дети.